# Subasteron daviesae
Subasteron daviesae är en spindelart som beskrevs av Baehr och Rudy Jocqué 200. Subasteron daviesae ingår i släktet Subasteron och familjen Zodariidae.
Artens utbredningsområde är Queensland. Inga underarter finns listade i Catalogue of Life.